# Миа Мартина
Ми́а Марти́на (англ. Mia Martina; настоящее имя — Мартин Джонсон (англ. Martine Johnson), род. 14 января 1984, Сейнт-Игнас, Нью-Брансуик, Канада) — канадская поп-певица и автор песен.

## Биография
Мартин родилась и выросла в Сейнт-Игнасе, Нью-Брансуик, Канада. В 18 лет переехала в Оттаву, Онтарио, для учёбы в Карлтонском университете. Там она увидела объявление о наборе музыкантов местным лейблом CP Records. После года напряженной работы Миа прошла путь от поставки компакт-дисков на радиостанции до делопроизводства пения резервного копирования в студию для других артистов для записи на лейбле.

## Музыкальная карьера
Первый сингл Мартин — кавер-версия песни Эдварда Майя и Вики Жигулиной «Stereo Love». Песня заняла 10 место в Canadian Hot 100 в ноябре 2010 года. На сегодняшний день «Stereo Love» получила платиновый сертификат и номинацию «танцевальный сингл года» на премии Джуно 2011. В конце 2010 года Миа сотрудничала с Доном Омаром, выпустив ремикс на песню «Stereo Love». Певица выпустила сингл «Latin Moon» в августе 2011 года. Песня получила золотой сертификат, была переиздана на французском и испанском языках и номинирована на премию Canadian Radio Music Awards.
Дебютный альбом Мии Devotion был выпущен 29 августа 2011 года и достиг 77 строчки Canadian Albums Chart. Также альбом был номинирован на премию Джуно 2012 в категории «танцевальная запись года» и на Canadian Radio Music Awards в категории «Всемирная запись года» в 2012 году. Ещё два сингла из альбомов «Burning» и «Go Crazy» были спродюсированы солистом группы Akcent Адрианом Синой.
Миа Мартина была гостем ежегодного опен-эйр Europa Plus LIVE 2013, проходившего 13 июля 2013 года в Москве в Лужниках. Канадская звезда исполнила композиции «Latin moon», «Burning», «Heartbreaker», «La La», «Tu me manques (Missing you)».

## Дискография

### Студийные альбомы
| Год  | Название | Канада |
| ---- | --- | ------ |
| 2011 | Devotion - Дебютный студийный альбом - Релиз: 29 августа 2011 года - Лейбл: CP Records - Формат: CD, iTunes                                           | 77     |
| 2014 | Mia Martina - Второй студийный альбом - Релиз: 14 октября 2014 года - Лейбл: CP Records; Первое музыкальное (российское издание) - Формат: CD, iTunes |        |

### Синглы
| Год  | Сингл                                                           | Наивысшая позиция в чарте | Наивысшая позиция в чарте | Наивысшая позиция в чарте | Наивысшая позиция в чарте | Наивысшая позиция в чарте | Наивысшая позиция в чарте | Сертификация      | Альбом            |
| Год  | Сингл                                                           | CAN                       | US Dance                  | RUS                       | RUS Audience Choice       | RUS Moscow                | RUS St. Petersburg        | Сертификация      | Альбом            |
| ---- | --------------------------------------------------------------- | ------------------------- | ------------------------- | ------------------------- | ------------------------- | ------------------------- | ------------------------- | ----------------- | ----------------- |
| 2010 | «Stereo Love» (feat. Эдвард Майя)                               | 10                        | —                         | —                         | —                         | —                         | —                         | - CAN: Платиновый | Devotion          |
| 2011 | «Latin Moon»                                                    | 30                        | —                         | —                         | —                         | —                         | —                         | - CAN: Золотой    | Devotion          |
| 2012 | «Burning»                                                       | 25                        | —                         | 186                       | 47                        | —                         | —                         | - CAN: Золотой    | Devotion          |
| 2012 | «Go Crazy» (featuring Adrian Sina) (как «Toi Et Moi» в Квебеке) | —                         | —                         | —                         | —                         | —                         | —                         |                   | Devotion          |
| 2012 | «Missing You» (как «Tu Me Manques» в Квебеке и России)          | —                         | —                         | 2                         | 14                        | 1                         | 1                         |                   | Devotion          |
| 2013 | «Heartbreaker»                                                  | 44                        | 25                        | —                         | —                         | —                         | —                         |                   | Mia Martina       |
| 2013 | «La La»                                                         | 68                        | 45                        | 159                       | 41                        | —                         | —                         |                   | La La… Danse (EP) |
| 2013 | «Danse (featuring Dev)»                                         | 29                        | 38                        | 155                       | 27                        | —                         | —                         | - CAN: Золотой    | Mia Martina       |
| 2014 | «HFH»                                                           | 91                        | —                         | —                         | —                         | —                         | —                         |                   | Mia Martina       |
| 2014 | «Beast» (feat. Waka Flocka Flame)                               | 39                        | —                         | —                         | —                         | —                         | —                         |                   | Mia Martina       |
| 2014 | «C’est Zéro»                                                    | —                         | —                         | 169                       | 34                        | —                         | —                         |                   | Mia Martina       |
| 2017 | «Sooner Or Later (feat. Kent Jones)»                            | —                         | —                         | —                         | —                         | —                         | —                         |                   |                   |
| 2017 | «Tempo (feat. Tim North)»                                       | —                         | —                         | —                         | —                         | —                         | —                         |                   |                   |
| 2019 | «Different Kind Of Love»                                        | —                         | —                         | —                         | —                         | —                         | —                         |                   |                   |

### Песни
На английском:
- 2010 — Stereo Love (feat. Edward Maya)
- 2011 — Latin Moon (feat. Massari)
- 2011 — Latin Moon (сольная версия)
- 2011 — Devotion
- 2011 — Stay With Me
- 2011 — In Your Arms (feat. Jump Smokers & Belly)
- 2011 — Miles Away
- 2011 — Burning
- 2011 — Go Crazy (feat. Adrian Sina)
- 2011 — Turn It Up (feat. Belly & Danny Fernandes)
- 2011 — Chasing the Rush
- 2011 — Missing You
- 2013 — Heartbreaker
- 2013 — Cabo (припев на испанском)
- 2013 — La La
- 2013 — Dance (припевы на французском)
- 2014 — What about the love (feat. Massari)
- 2014 — Hearts Fucking Hurt (HFH)
- 2014 — Beast (feat. Waka Floca)
- 2014 — Prototype
- 2014 — Damn
- 2014 — Global Celebration
- 2014 — Loving You
- 2014 — I Don’t Love You Anymore
- 2014 — Voulez-vous
- 2017 — Sooner Or Later (feat. Kent Jones)
- 2017 — Tempo (feat. Tim North)
- 2019 — Different Kind Of Love

На французском:
- 2011 — Phare de la Lune (Latin Moon — francaise)
- 2011 — Toi Et Moi (Go Crazy — francaise)
- 2012 — Burning (francaise)
- 2012 — Tu Me Manques (Missing You — francaise)
- 2013 — Heartbreaker (francaise)
- 2013 — La La (francaise)
- 2014 — C’est zéro

На испанском:
- 2011 — Latin Moon (spanish version)
- 2013 — Cabo (припев на испанском)

### Видеоклипы
| Год  | Клип                                                          | Режиссёр            | Альбом                   |
| ---- | ------------------------------------------------------------- | ------------------- | ------------------------ |
| 2010 | «Stereo Love» (feat. Эдвард Майя)                             | Marc André Debruyne | «Devotion»               |
| 2011 | «Latin Moon» (feat. Massari и сольная версия)                 | Marc André Debruyne | «Devotion»               |
| 2011 | «Phare De La Lune» (Français version «Latin Moon»)            | Marc André Debruyne | «Devotion»               |
| 2012 | «Burning»                                                     | Marc André Debruyne | «Devotion»               |
| 2012 | «Burning» (Français version)                                  | Marc André Debruyne | «Devotion»               |
| 2012 | «Go Crazy» (feat. Adrian Sina)                                | David F. Mewa       | «Devotion»               |
| 2012 | «Toi Et Moi» (feat. Adrian Sina, français version «Go Crazy») | David F. Mewa       | «Devotion»               |
| 2012 | «Missin You RMX»                                              | Marc André Debruyne | «Devotion»               |
| 2012 | «Tu Me Manques RMX» (Français version «Missing You»)          | Marc André Debruyne | «Devotion»/«Mia Martina» |
| 2013 | «Heartbreaker»                                                | Brad Lamborghini,   | «Mia Martina»            |
| 2013 | «La La»                                                       | нет данных          | «Mia Martina»            |
| 2013 | «Dance» (feat. Dev)                                           | нет данных          | «Mia Martina»            |
| 2014 | «HFH»                                                         | нет данных          | «Mia Martina»            |
| 2017 | «Sooner Or Later (feat. Kent Jones)»                          | нет данных          | «Single»                 |
| 2019 | «Different Kind Of Love»                                      | Xander Romanov      | «Single»                 |